# 4 Vesta
Vesta /ˈvɛstə/ (định danh hành tinh vi hình: 4 Vesta) là một trong những tiểu hành tinh lớn nhất trong Hệ Mặt Trời với đường kính trung bình khoảng 525 km. Nhà thiên văn học Heinrich Wilhelm Olbers lần đầu tiên phát hiện ra nó vào ngày 29 tháng 3 năm 1807 và đặt tên nó theo thần Vesta, vị thần trinh nữ của gia đình và trái tim trong thần thoại La Mã.
Vesta là tiểu hành tinh có khối lượng lớn thứ hai sau hành tinh lùn Ceres, và chiếm khoảng 9% khối lượng của vành đai tiểu hành tinh.
Tiểu hành tinh có khối lượng nhỏ hơn, Pallas, có kích thước hơi lớn hơn, và do vậy Vesta xếp thứ ba về kích cỡ trong số các tiểu hành tinh. Vesta là khối đá tàn dư còn lại của tiền hành tinh (với cấu trúc phân tầng bên trong), những thiên thể nguyên thủy của các hành tinh đất đá. Nhiều mảnh vỡ đã bị bắn ra từ Vesta trong các vụ va chạm xảy ra khoảng một đến hai tỷ năm trước, để lại trên bề mặt nó hai hố va chạm khổng lồ ở bán cầu nam. Các mảnh vỡ từ những sự kiện này đã rơi xuống Trái Đất và được phân loại vào vẫn thạch kiểu HED, đem đến cho các nhà khoa học nhiều thông tin quan trọng từ Vesta.
Vesta là tiểu hành tinh sáng nhất khi nhìn từ Trái Đất. Khoảng cách lớn nhất của nó tới Mặt Trời hơi lớn hơn khoảng cách nhỏ nhất từ Ceres đến Mặt Trời, tuy thế đa số phần quỹ đạo của nó nằm trong quỹ đạo của Ceres.
Tàu không gian Dawn của NASA đi vào quỹ đạo quanh Vesta tại ngày 16 tháng 7 năm 2011 cho nhiệm vụ một năm quan sát và rời nó vào ngày 5 tháng 9 năm 2012 để hành trình tới Ceres. Các nhà khoa học vẫn tiếp tục nghiên cứu các dữ liệu quan sát Vesta từ tàu Dawn.

## Phát hiện và đặt tên
Vesta được nhà thiên văn học người Đức Heinrich Wilhelm Olbers phát hiện vào ngày 29 tháng 3 năm 1807, và đặt theo tên của nữ thần bếp trinh nữ La Mã, Vesta.

## Đặc điểm vật lý
Vesta là tiểu hành tinh sáng nhất. Khoảng cách tối đa của nó đến mặt trời là hơi xa hơn khoảng cách tối thiểu của Ceres đến mặt trời, mặc dù quỹ đạo của nó nằm hoàn toàn bên trong quỹ đạo Ceres. Vesta mất khoảng 1% khối lượng của nó trong thời gian dưới một tỷ năm trước đây, trong một vụ va chạm đã để lại một hố va chạm khổng lồ chiếm phần lớn bán cầu nam của nó. Các mảnh vụn từ sự kiện này đã rơi xuống Trái Đất ở dạng thiên thạch Howardite-Eucrite-Diogenite (HED), một nguồn bằng chứng phong phú về tiểu hành tinh.